# Étienne Mazellier
Étienne Mazellier (3 aprile 2001) è uno sciatore alpino canadese.

## Biografia
Attivo dal novembre del 2017, Mazellier ha esordito in Nor-Am Cup il 3 gennaio 2019 a Camp Fortune in slalom speciale (39º) e ai Mondiali juniores di Panorama 2022 ha vinto la medaglia d'oro nella gara a squadre; non ha debuttato in Coppa del Mondo e non ha preso parte a rassegne olimpiche o iridate.

## Palmarès

### Mondiali juniores
- 1 medaglia:
  - 1 oro (gara a squadre a Panorama 2022)

### Nor-Am Cup
- Miglior piazzamento in classifica generale: 17º nel 2022

### Campionati canadesi
- 1 medaglia:
  - 1 bronzo (slalom gigante nel 2025)